# Diccionario Even-Shoshan
El «Diccionario Even-Shoshan» (en hebreo: מילון אבן-שושן) es un diccionario compilado y publicado por el lexicógrafo y judío israelí Avraham Even-Shoshan.

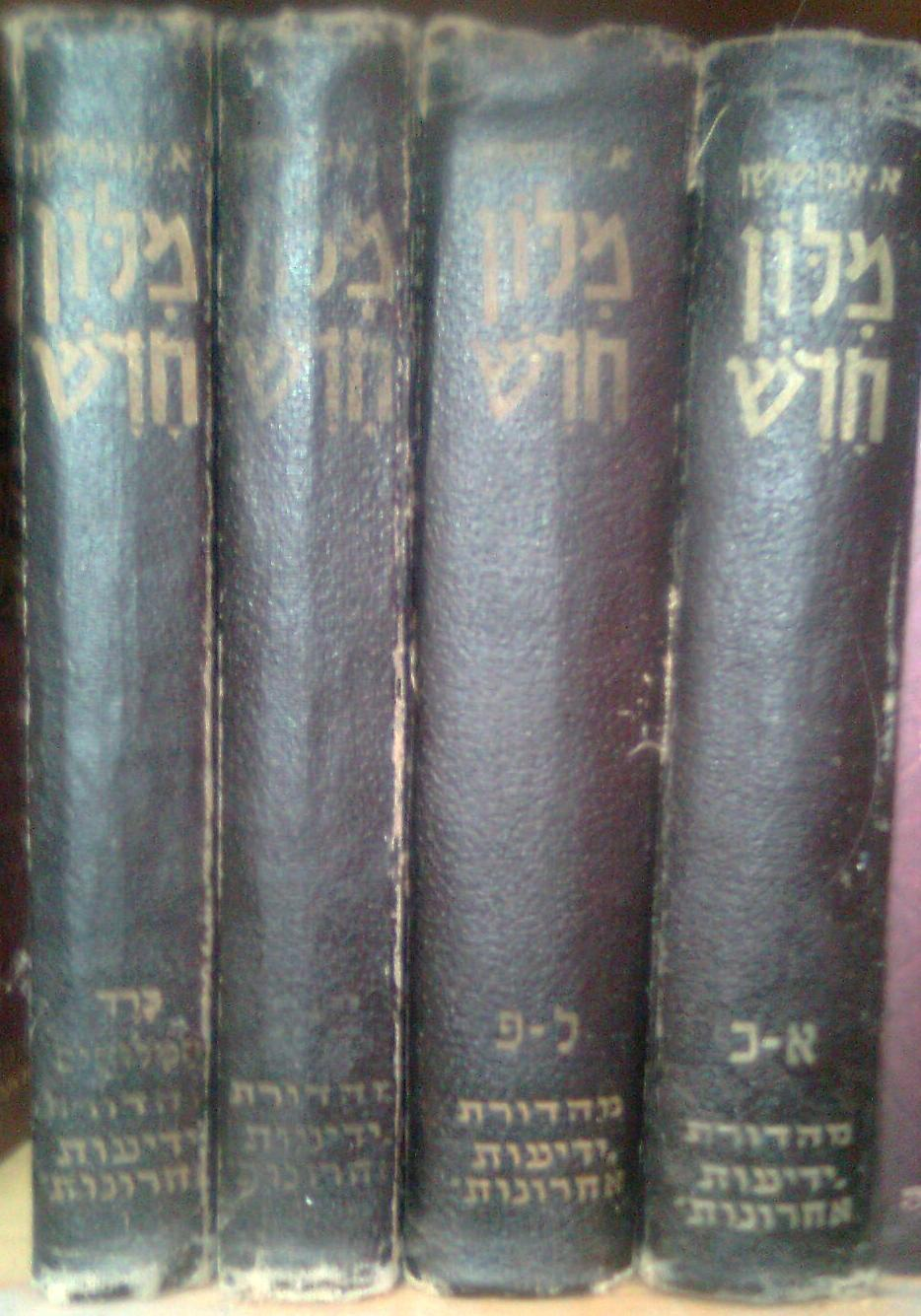
Edición de 1958

## Inicios como lexicógrafo
El interés de Avraham Even-Shoshan por la lexicografía hebrea comenzó durante sus primeros años escolares:

A principios de los años 1930, cuando yo era un joven profesor, el supervisor  Eliezer Rieger me pidió que participara en el equipo de asistentes para determinar el vocabulario básico según su frecuencia... Mi preocupación por Durante semanas, el Shkod estuvo contando el número de palabras de un determinado texto que me dieron, enumerándolas y añadiendo mi propia curiosidad, aunque todas las palabras que encontré están registradas junto con los diccionarios hebreos disponibles, y especialmente en los grandes y útiles diccionario que estaba entonces en el " Diccionario hebreo " de Yehuda Gur - quien ya entonces insistía en que la nueva lengua viva, la abeja y la literatura moderna, está registrada en el diccionario hebreo pero sólo un poco, y que es dado una redacción en el lenguaje de un erudito educado sin una explicación simple... Aquel encuentro fugaz, ejemplos de los cuales también he visto en otras escuelas, despertó verdaderos celos en mi corazón de los gentiles. Cuando regresé a casa en él a finales de año, me abastecí de varios buenos diccionarios de inglés para jóvenes y nunca me abandonó el pensamiento «no hay manera de que tengamos también un diccionario de este tipo. ¿Estos son para uso de los estudiantes y los jóvenes? ¿Quién se atrevería a levantar la pesada carga de compilar un nuevo diccionario para todos?»
Abraham Even Shoshan

Inicialmente, su objetivo original era compilar un diccionario adaptado principalmente para escolares y jóvenes, pero a medida que se sumergía cada vez más en el trabajo de este, recopilando el material lingüístico y diseñando el método de sus definiciones, Even Shoshan llegó a la conclusión de que este formato del diccionario, su estructura y método debían ser adecuados para todo el público, y así es como surgió la idea del diccionario.
A partir de 1943, Even Shoshan comenzó a trabajar duro en el diccionario para Kiryat Sefer Publishing. El comienzo del trabajo era recopilar palabras que no se encuentraran en los diccionarios existentes. Durante unos tres años (de 1942 a 1945) se dedicó a recopilar las palabras. Concentrado en la hoja de palabras, repasó la mayor parte de la literatura y la poesía hebrea, escuchó las innovaciones de la lengua en la radio y en la prensa escrita, en la poesía y la literatura hebreas, en la literatura científica y en la economía del Estado . Involucró a familiares, amigos y maestros para que trabajaran y les asignó que anotaran cualquier palabra o combinación de palabras en la literatura escrita que les pareciera una novedad. Más tarde, también reclutó para el oficio a su hijo Yuval, y a su hermano, Shlomo, que era traductor de profesión y que recopilaba palabras de la literatura y la prensa principalmente para el diccionario. La tarjeta de palabras se hizo cada vez más grande. Al mismo tiempo, Even Shoshan elaboró una nómina de extranjerismos comunes en el habla coloquial. En el siguiente paso, cuando estaba equipado con una selección de palabras suficientemente amplia, comenzó la tarea de escribir el diccionario del cuerpo, enumerando los valores y formulando definiciones claras para todos y cada uno de los valores. En la fase de formulación de las definiciones de las palabras, Even Shoshan contó con la ayuda de equipos de consultores profesionales, cada uno de ellos experto en su campo, como Michael Ben-Hanan en el campo de los deportes y el profesor Natan Rottenstreich en filosofía. Al mismo tiempo, decidió decorar el diccionario con dibujos , entre otras cosas, del mundo de la flora y la fauna , desde el concepto de que una exhibición visual, además de una explicación verbal, puede aportar al usuario.
El primer volumen (letras 'א a 'ז) del "Nuevo Diccionario" se publicó a finales de 1947 y estaba previsto publicarlo en cuatro volúmenes. El trabajo en el diccionario continuó durante los días del bombardeo de Jerusalén en la Guerra de Independencia , pero se detuvo con el anuncio del reclutamiento general, por lo que el segundo volumen no se publicó hasta 1949. El tercer volumen (letras 'מ-ס) se publicó en el primer semestre de 1950 y el cuarto volumen a principios de 1951. El quinto y último volumen se publicó a principios de 1952. En honor a la publicación final del diccionario, el diccionario completo se publicó en un solo volumen para el periódico Devar, que distribuyó 1500 ejemplares por sorteo entre sus suscriptores.

## Un nuevo diccionario para una lengua renovable
Los primeros diccionarios científicos en hebreo ya se habían elaborado durante el periodo de la Haskalá: Estos incluían una breve historia de las palabras, raíces y definiciones.
Hasta el resurgimiento del habla hebrea a principios del siglo XX, la mayoría de las palabras en hebreo que el judío típico escuchaba en voz alta en la diáspora eran palabras que escuchaba durante la oración o, en casos más raros, mientras hablaba con otro judío que no lo hacía, no pertenecía a su comunidad y no compartía con él una lengua común. La gran mayoría del hebreo que encontró lo encontró por escrito: en la literatura sagrada escrita desde la firma de la Biblia principalmente, pero ciertamente no solo, en hebreo; y en la literatura popular que comenzó a ser conectada y traducida a un ritmo vertiginoso. ritmo desde el período de la Haskalá en adelante.

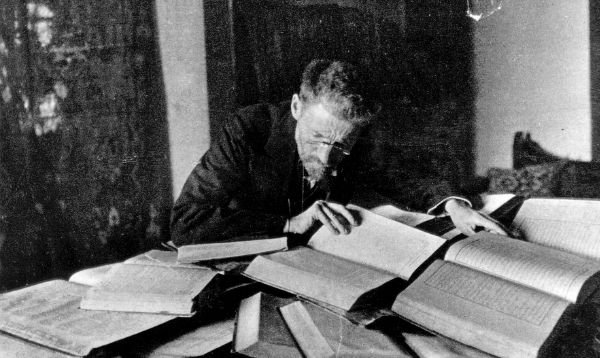
Eliezer Ben Yehudá, pionero en el resurgimiento del hebreo como lengua hablada

Unos treinta años después, en la década de 1940, los hablantes de hebreo en Israel se organizaron en un ejército y formaron una armada, en preparación para la lucha por la independencia que se esperaba de ellos. El asentamiento judío en Israel, que empezó a referirse a sí mismo como "el país en camino", se acercaba a una meta en la que pasaría de ser una entidad política improvisada a una existencia bajo los auspicios británicos a un Estado hebreo independiente y funcional.
En aquellos mismos años, y en un momento en que David Ben-Gurion comparaba "a toda la nación" con el ejército, y "todo el país  al frente", Avraham Even-Shoshan dirigió sus energías a una campaña de otro tipo: La creación de un diccionario científico y accesible para la nueva lengua, «El habla y la Literatura» que hasta ese momento solo obtuvo una documentación parcial en los nuevos diccionarios.
Avraham Rosenstein, de dieciocho años, llegó a la Tierra de Israel en abril de 1925. A pesar de la edad del joven y de que su futuro en esta etapa de su vida seguía sin estar claro, tuvo tiempo de aprender hebreo. Su padre, el autor, publicista y empresario sionista Haim David Rosenstein, se encargó de esto cuando incluyó a su hijo, cuando tenía cinco años, en la "habitación corregida" que estableció en Minsk, Rusia Blanca. Incluso cuando el estudio del hebreo fue prohibido en los territorios de la Unión Soviética, el padre continuó enseñando hebreo en casa arriesgándose a ser encarcelado o algo peor.
Medio año de trabajo agrícola en la Tierra de Israel fue suficiente para que el nuevo inmigrante comprendiera que su contribución al proyecto sionista la encontraría en otro lugar, en el «Beit Midrash para profesores de Jerusalén». Ingresó directamente al tercer año de estudios y en 1928 obtuvo el título para enseñar e incluso encontró un puesto docente cerca del Beit Midrash en la escuela popular del barrio de «Beit Hakerem». Posteriormente se desempeñará como director del Beit Midrash para profesores hasta su jubilación.
Avraham Rosenstein recibió un nuevo apellido en el seminario para profesores. El educador Haim Aryeh Zota quedó asombrado por los apellidos extranjeros de sus alumnos y les ordenó encontrar una alternativa hebrea adecuada. En ese lugar, el futuro maestro recordó el nombre con el que su padre firmaba algunos de sus artículos periodísticos debido a la censura bolchevique, Even-Shoshan, y lo eligió como nombre en sustitución de su anterior apellido.
La enseñanza del hebreo en el yishuv en ese momento requería mucha flexibilidad en cuanto a los materiales de estudio y lectura en hebreo, que en muchos casos simplemente no estaban disponibles. Even-Shoshan, quien aprendió de su maestro Haim Aryeh Zota la importancia de completar por sí solo las deficiencias en la educación (Zota es responsable de compilar el primer libro de educación sexual en lengua hebrea, que se publicó en 1909): Primero, Even-Shoshan fundó con Jacob Reznik y Gedalhiu Amitai un semanario infantil hebreo llamado "Atunno". La amplia circulación del periódico aseguró su supervivencia durante varios años, pero en 1937 se cerró debido a la dura competencia de los periódicos infantiles más establecidos: ”דבר לילדים” («Hablar a los niños») y ”הארץ לילדים” («La tierra para los niños»).
segunda gran iniciativa de Even-Shoshan es también aquella por la que todos lo conocemos hoy. En 1943, comenzó a dedicar la mayor parte de su energía a compilar el ”מילון חדש” «Nuevo diccionario», una idea que se le ocurrió a principios de la década de 1930, cuando notó la enorme brecha entre los diccionarios hebreos disponibles (la mayoría de los cuales, con la excepción de Yehuda, ”המילון גור” «El diccionario Gur»; de 1935, están dedicados a una revisión histórico-lingüística) y los diccionarios de inglés (Lo mejor para su juventud se reveló durante sus estudios en Inglaterra por encargo de la Universidad Hebrea). Even-Shoshan quería crear una contraparte digna para sus estudiantes en Beit HaKerem.
El plan original pronto cambió, y el diccionario destinado a niños y jóvenes y en el que ahora empezó a trabajar ya no lo parecía. Ibn-Shoshan decidió que el formato del diccionario, su estructura y método serían adecuados para todos los lectores de hebreo. Los restos del período en que se formó el diccionario como diccionario para jóvenes son los dibujos que llenan el diccionario en su forma final. Algunos de los dibujos fueron realizados por el propio Ibn-Shoshan basándose en dibujos que vio en diccionarios extranjeros, otros fueron realizados por la ilustradora Bina Gvirtz, quien más tarde participaría en la publicación de otra obra maestra educativa del hebreo moderno: el libro 'Alfoni' de Lezvia Wilansky .